# Słowacko

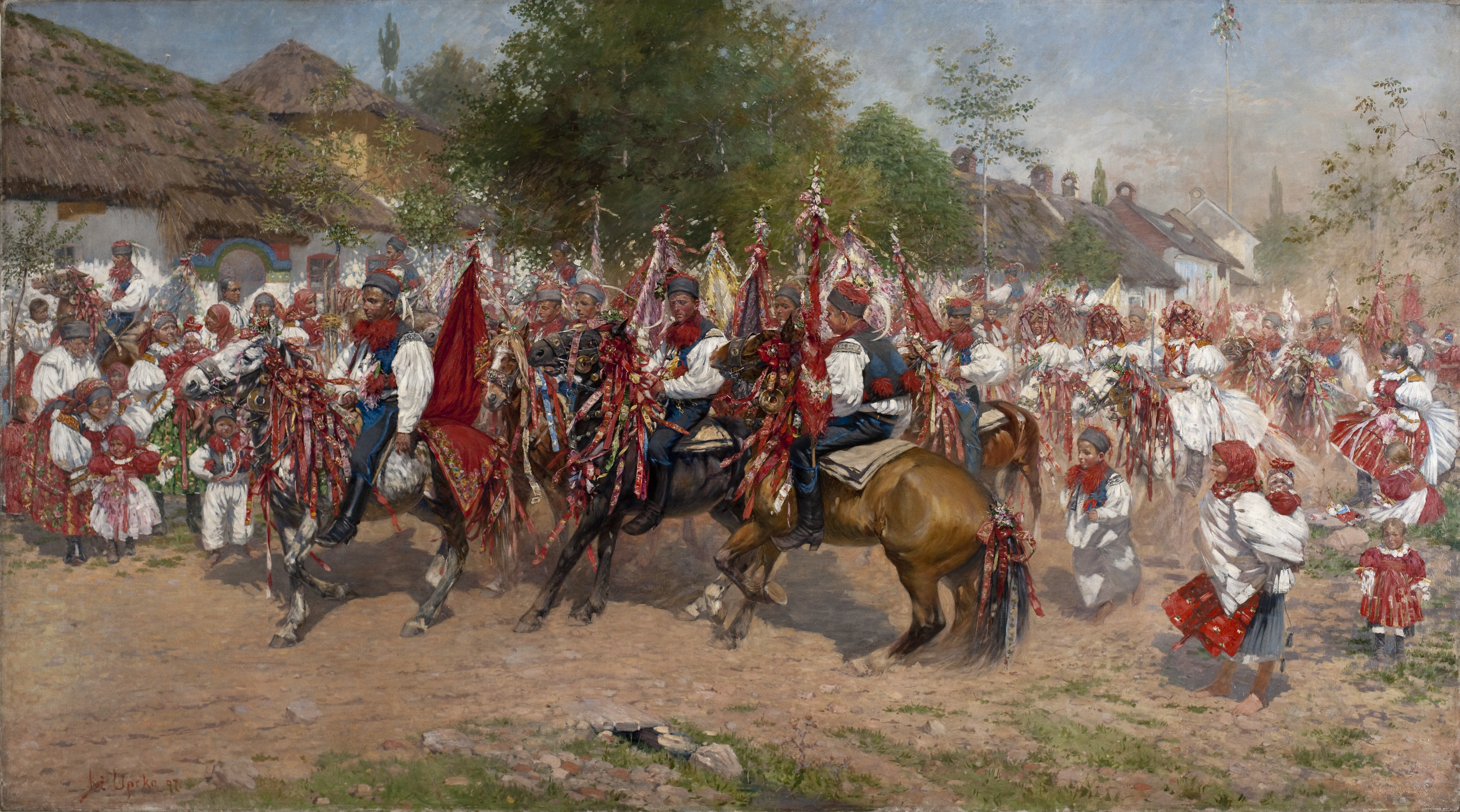
Joža Uprka – Pochód Królów

Słowacko (cz. Slovácko, także Moravské Slovácko, Moravské Slovensko, pol. Słowacja Morawska) – czeski region etnograficzny zlokalizowany na południowym wschodzie Moraw, przy granicy ze Słowacją. Jest jednym z domniemanych możliwych miejsc powstania Państwa wielkomorawskiego. Centralnym miastem regionu jest Uherské Hradiště z Muzeum Słowacka.

## Położenie
Na północy i północnym zachodzie ograniczona jest Chrzibami i Lasem Żdanickim, na południowym wschodzie grzbietem Białych Karpat, a na pograniczu czesko-słowackim biegiem rzeki Dyi. Rozpościera się na obszarze powiatu Uherské Hradiště, Hodonín oraz częściowo Brzecław i Zlin.

## Etnografia

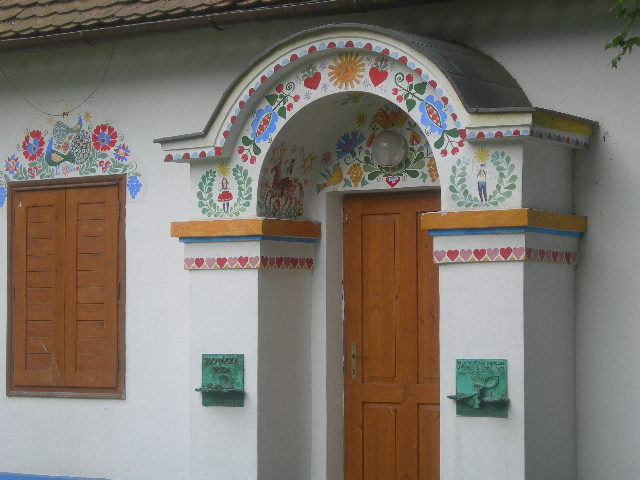
Charakterystyczna malatura budynków (Uherské Hradiště)

Region posiada bogate tradycje folklorystyczne – mieszkańcy mają korzenie zarówno czeskie, jak i słowackie, jednak przeważa kultura słowacka, co dotyczy zarówno strojów, zwyczajów, tradycji i lokalnej, bardzo charakterystycznej gwary. Jest to też region, którego unikalny folklor jest nadal żywy i kultywowany. Na Słowacku utrzymywane są tradycje, które zostały wpisane do rejestru niematerialnego dziedzictwa kultury UNESCO – chodzi o imprezę ludową Pochód Królów, która odbywa się co roku w maju. Oprócz tego liczne są ludowe festiwale, np. Międzynarodowy Festiwal Folklorystyczny w Strážnicy, Dolňácký festival w Hluku, czy Festiwal Wina w Bzencu. Ważnym wydarzeniem jest też wrześniowa Pielgrzymka św. Antoniego do Blatnicy.

## Stroje ludowe

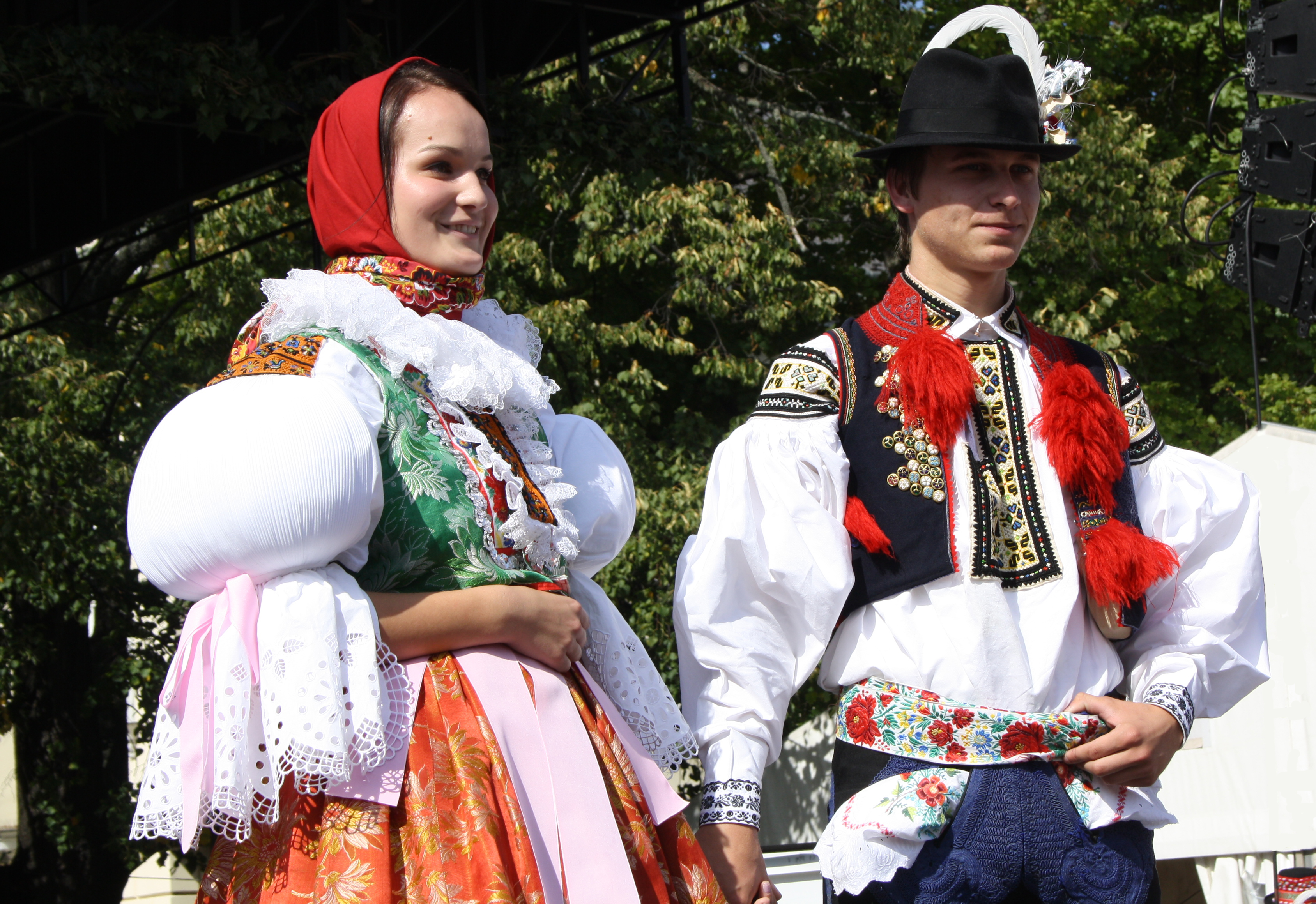
Stroje ludowe

Strój kobiecy charakteryzuje się mocno nakrochmalonymi rękawami, szeroką kryzą wokół szyi, jak również barwną czerwoną suknią. Na głowach kobiety noszą barwne tureckie chusty, których sposób wiązania jest zróżnicowany, w zależności od danej wioski. Mężczyźni noszą długie sukienne nogawice wpuszczone do wysokich skórzanych butów z cholewami. Istotna jest wyszywana płócienna koszula, a na niej bogato haftowana kordulka, czyli kamizelka.

## Winiarstwo
W odróżnieniu od innych regionów Czech, gdzie preferowane jest piwo, na Słowacku najpopularniejszym napojem jest wino – tradycje winiarskie są tu bardzo rozwinięte. W większości wsi liczne są piwnice winne (sklepy) zbudowane w różnych epokach, częstokroć tworzące całe ulice, a w Prušánkach-Nechorach mają nawet nadbudowane partery i piętra.

## Obiekty

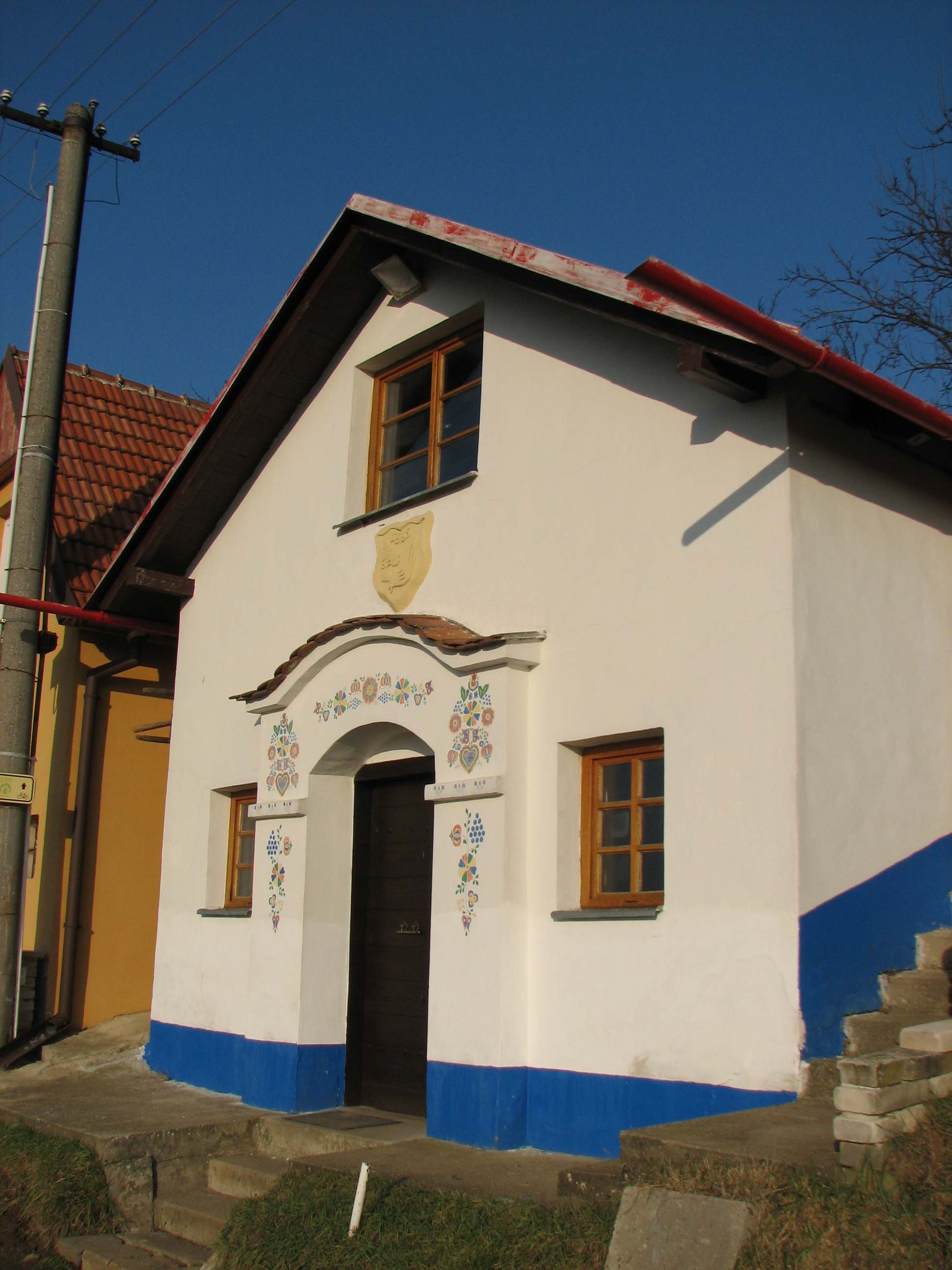
Hýsly – piwniczka winna

Do najciekawszych historycznie i etnograficznie miejscowości regionu należą:
- Hodonín – galeria miejska, miasto rodzinne Tomáša Masaryka (ur. 1850)[3],
- Hroznová Lhota – dom rodzinny malarza Jožy Uprki,
- Kostelany nad Moravou – muzeum rybactwa,
- Prušánky z najokazalszymi piwnicami winnymi,
- Strážnice ze skansenem (otwartym w 1973), muzeum etnograficznym, zamkiem, synagogą, cmentarzem żydowskim i kościołem św. Marcina,
- Uherské Hradiště z muzeum Słowacka,
- Veselí nad Moravou z muzeum miejskim i starą elektrownią wodną na Morawie,
- Vlčnov z budami winiarskimi zamiast piwnic[5].